# Lucas Mincarelli
Lucas Mincarelli Davin (5 gennaio 2004) è un calciatore francese, difensore del Montpellier.

## Carriera

### Club
Ha iniziato a giocare nel settore giovanile dell'Istres con cui ha debuttato in prima squadra nel corso della stagione 2021-2022 di Championnat National 3.
Nel giugno del 2022 è stato acquistato dal Montpellier che lo ha assegnato alla propria seconda squadra. Ha debuttato in prima squadra il 13 agosto 2023 nell'incontro di Ligue 1 pareggiato 2-2 contro il Le Havre.

### Nazionale
Ha giocato nella nazionale francese Under-20.

## Statistiche

### Presenze e reti nei club
Statistiche aggiornate al 20 ottobre 2024.
| Stagione             | Squadra              | Campionato           | Campionato | Campionato | Coppe nazionali | Coppe nazionali | Coppe nazionali | Coppe continentali | Coppe continentali | Coppe continentali | Altre coppe | Altre coppe | Altre coppe | Totale | Totale | Totale |
| Stagione             | Squadra              | Comp                 | Pres       | Reti       | Comp            | Pres            | Reti            | Comp               | Pres               | Reti               | Comp        | Pres        | Reti        | Pres   | Reti   |        |
| -------------------- | -------------------- | -------------------- | ---------- | ---------- | --------------- | --------------- | --------------- | ------------------ | ------------------ | ------------------ | ----------- | ----------- | ----------- | ------ | ------ | ------ |
| 2021-2022            | Istres               | N3                   | 12         | 1          | CF              | 0               | 0               | -                  | -                  | -                  | -           | -           | -           | 12     | 1      |        |
| 2022-2023            | Montpellier 2        | N3                   | 20         | 3          | -               | -               | -               | -                  | -                  | -                  | -           | -           | -           | 20     | 3      |        |
| 2023-2024            | Montpellier 2        | N3                   | 6          | 1          | -               | -               | -               | -                  | -                  | -                  | -           | -           | -           | 6      | 1      |        |
| Totale Montpellier 2 | Totale Montpellier 2 | Totale Montpellier 2 | 26         | 4          |                 | -               | -               |                    | -                  | -                  |             | -           | -           | 26     | 4      |        |
| 2023-2024            | Montpellier          | L1                   | 13         | 1          | CF              | 1               | 0               | -                  | -                  | -                  | -           | -           | -           | 14     | 1      |        |
| 2024-2025            | Montpellier          | L1                   | 4          | 0          | CF              | 0               | 0               | -                  | -                  | -                  | -           | -           | -           | 4      | 0      |        |
| Totale Montpellier   | Totale Montpellier   | Totale Montpellier   | 17         | 1          |                 | 1               | 0               |                    | -                  | -                  |             | -           | -           | 18     | 1      |        |
| Totale carriera      | Totale carriera      | Totale carriera      | 55         | 6          |                 | 1               | 0               |                    | -                  | -                  |             | -           | -           | 56     | 6      |        |